# 胡安·德·加雷
胡安·德·加雷（西班牙語：Juan de Garay，1528年—1583年），文艺复兴时期欧洲探险家。他曾对西班牙在阿根廷的开拓殖民地作出了贡献，他奴役当地的土著人，后来，为几个仆人所刺杀。

## 扩展阅读
- （西班牙文） On his doubtful birth place
- （西班牙文） Biography